# Appius Claudius Iulianus
Appius Claudius Iulianus est un homme politique de l'Empire romain.

## Famille
Il est probablement le frère de Appius Claudius Lateranus, consul suffect à la fin du II ème siècles. Il est ainsi peut être le fils de Appius Claudius Martialis et de Sextia Torquata.
De son mariage avec une femme au nom inconnu, il à une fille, Claudia Sabinilla, et peut être un fils, Appius Claudius, lui même père d'un Appius Claudius Cervonius Quintianus.

## Biographie
Il est consul suffect avant 224, puis consul ordinaire en 224,.
Il est préfet de Rome en 224.